# Angerville (Calvados)
Angerville é uma comuna francesa na região administrativa da Normandia, no departamento de Calvados. Estende-se por uma área de 3,91 km². Em 2010 a comuna tinha 189 habitantes (densidade: 48,3 hab./km²).

## Geografia
Angerville é uma comuna francesa do Pays d'Auge à vinte quilômetros de Lisieux e sete quilômetros do Canal da Mancha.